# Cameron Dye
Pour les articles homonymes, voir Dye.
Cameron Dye est un acteur et chanteur américain, né soit le 9 avril 1959, soit le 13 décembre 1959 à La Nouvelle-Orléans, en Louisiane (États-Unis).

## Biographie
Cameron Dye naît à La Nouvelle-Orléans, en Louisiane le 13 décembre 1959. Sa famille s’installe à Sylvania dans l’Ohio au milieu des années 1970, il y suit des études au lycée Sylvania. Plus tard, Dye déménage en Californie et s’inscrit à la Mills High School à Millbrae, et à Los Angeles à l'UCLA.
En 1981, Cameron Dye est cofondateur d’une troupe de théâtre, The Actors' Gang : de jeunes acteurs qui s’attachent à un théâtre qui présenterait des pièces de théâtre pertinentes et vibrantes, et a joué dans plusieurs pièces de théâtre pour cette compagnie.
En 1983, il joue dans Valley Girl où il incarne Fred Bailey aux côtés de Nicolas Cage, et Andy dans The Last Starfighter (1984).
En 2001, il joue un rôle (Sam Phelan) dans la première saison de la série télévisée Smallville.
Il est marié à l'actrice Laura San Giacomo de 1990 à 1998et ils ont un fils, Mason. Il a également un fils, Calvin, avec l'actrice Tracy Middendorf.

## Filmographie

### Cinéma
- 1983 : Valley Girl de Martha Coolidge : Fred Bailey
- 1984 : Starfighter (The Last Starfighter) de Nick Castle : Andy
- 1984 : Joy of Sex (en) de Martha Coolidge : Alan Holt
- 1984 : Body Rock de Marcelo Epstein : E-Z
- 1985 : Vacances de folie (Fraternity Vacation) de James Frawley : Joe Gillespie
- 1985 : Heated Vengeance de Edward D. Murphy : Bandit
- 1987 : Scenes from the Goldmine (en) de Marc Rocco : Niles Dresden
- 1987 : Les passagers de l'angoisse (en) (Stranded) de Fleming B. Fuller : Lt. Scott
- 1988 : L'arme du clown (en) (Out of the Dark) de Michael Schroeder : Kevin Silvers
- 1990 : Men at Work de Emilio Estevez : Luzinski
- 1992 : Chrome, romance et rock'n roll (Deuce Coupe) de Mark Deimel : Link Malone
- 1997 : The Apocalypse de Hubert de La Bouillerie : Lennon
- 1997 : Cannes Man de Richard Martini : Richard Hedd
- 1998 : Bury the Evidence de J. Greg De Felice : The Boyfriend
- 1999 : The Tavern de Walter Foote : Ronnie
- 2002 : The Gray in Between de Joshua Rofé : Steve
- 2014 : Poor Man's Mermaid (court métrage) de E.B. Kogan et Jessica Silvetti : Man
- 2015 : Warm Smooth Mean (court métrage) de Jess Maldaner : Jerry Lee McCoy
- 2018 : Pinebox (court métrage) de D.R. Tibbits : Quentin
- 2019 : The Get Together (court métrage) de Caitlin Dahl : Rich
- 2021 : Mister Limbo de Robert G. Putka : The Drifter
- 2022 : The Universe and You de Brendan Mitchell : Dr Terry Hathaway

### Télévision

#### Séries télévisées
- 1982 : MASH : un soldat (saison 10, épisode 17)
- 1982 : Cagney et Lacey (Cagney & Lacey) : homme dans le bar (saison 2, épisode 1)
- 1982 : Voyages au bout du temps (Voyagers!) : Steve (saison 1, épisode 7)
- 1983 : Chips (CHiPs) : Rooster (saison 6, épisode 20)
- 1984 : CBS Schoolbreak Special : Ritter (saison 1, épisode 1)
- 1984 ; Double Trouble (en) : Éric (saison 1, épisode 2)
- 1985 : Chasseurs d'ombres (Shadow Chasers) : Éric Pasternack (saison 1, épisode 2)[4]
- 1986 : Dress Gray (en) : Buck (mini-série)
- 1987 : Texas police (en) (Houston Knights) : Teddy Stark (saison 2, épisode 5)
- 1988 : Dans la chaleur de la nuit (In the Heat of the Night) : Buddy Trent (saison 1, épisode 4 et 5)[5]
- 1988 : Dirty Dancing (en) : Daniel Flare (saison 1, épisode 5)
- 1989 : Deux Flics à Miami (Miami Vice) : Zack Andrews (saison 5, épisode 19)[6]
- 1992 : Code Quantum (Quantum Leap) : Léon Stiles (saison 5, épisode 4 et 5)
- 1992-1996 : Arabesque (Murder, She Wrote) : Ian O'Connor / Alex Bower (saison 8, épisode 17 et saison 12, épisode 16)
- 1997 : The Sentinel : Dan Freeman (saison 3, épisode 6)
- 1997 : Brooklyn South : Bobby Quinn (saison 1, épisode 8 à 10)
- 2000 : JAG : Michael Saunders (saison 5, épisode 12)
- 2000 : Frasier : Nigel Moon (saison 7, épisode 23 et 24)
- 2000 : Animated Stories from the New Testament : Lazarus (voix : saison 2, épisode 5)
- 2001 : Division d'élite (The Division) : Soka (saison 1, épisode 20)
- 2002 : Smallville : Sam Phelan (saison 1, épisode 9 et 14)
- 2003 : Urgences (ER) : le père de Damian (saison 10, épisode 4)
- 2003 : Les Experts (CSI: Crime Scene Investigation) : Leland Brooks (saison 4, épisode 6)
- 2004 : Cold Case : Affaires classées : Mel Davis (saison 1, épisode 18)
- 2004 : New York Police Blues (NYPD Blue) : Paul Hartley (saison 12, épisode 12)
- 2005 : Numbers (Numb3rs) : Roley (saison 2, épisode 7)
- 2006 : Les Experts : Manhattan (CSI: NY) : Damon Runyon (saison 2, épisode 14)
- 2006 : The Closer : L.A. enquêtes prioritaires : Jason Higgins (saison 2, épisode 9)
- 2006 : Justice : Al Sterling (saison 1, épisode 2)
- 2007 : Eyes : Jack Carson (saison 1, épisode 6)[7]
- 2008 : Bones : Lou Taylor (saison 3, épisode 12)
- 2009 : Mentalist (The Mentalist) : Freddie Rossini (saison 1, épisode 19)
- 2009 : Médium (Medium) : Jimmy Fleming (saison 5, épisode 18)
- 2013 : Switched (Switched at Birth) : Stan (saison 2, épisode 5)
- 2013 : Perception : Attorney Larsen (saison 2, épisode 9)
- 2017 : Feud : Don Bachardy (saison 1, épisode 8)
- 2017 : The Milli Show : Cam (saison 1, épisode 7)
- 2023 : Les Années coup de cœur (The Wonder Years) : Congressman Baker (saison 2, épisode 7)

#### Téléfilms
- 1989 : Nashville Beat de Bernard L. Kowalski : Harry Rodica
- 1993 : Hors la loi (en) (Last Light) de Kiefer Sutherland : 1st Inmate
- 1994 : Natural Selection de Jack Sholder : Craig
- 2003 : 44 minutes de terreur (44 Minutes: The North Hollywood Shoot-Out) de Yves Simoneau : Gun Store Owner
- 2007 : L'Amour à l'horizon (Love Is a Four Letter Word) de Harvey Frost : Bruno

## Jeu vidéo
- 2004 : Terminator 3: The Redemption (voix)